# Orogenesi alleganiana

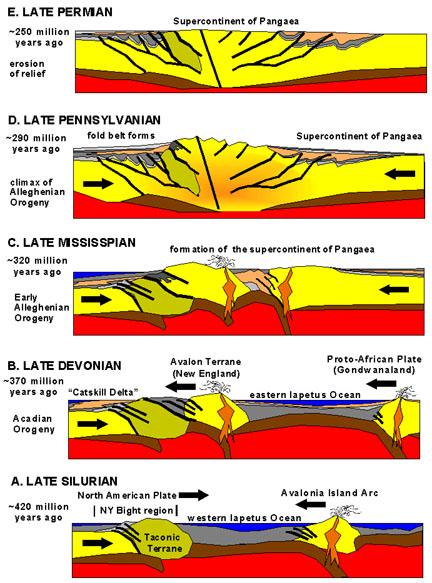
Orogenesi alleganiana, risultato di tre diverse collisioni di continenti.

L'orogenesi alleganiana o orogenesi appalachiana è uno degli eventi geologici di formazione di montagne che diede vita agli Appalachi e agli Allegani. Il termine Alleghany orogeny venne proposto da H.P. Woodward nel 1957.
L'orogenesi alleganiana avvenne fra 325 e 260 milioni di anni addietro con almeno cinque diversi eventi dall'era geologica del Carbonifero a quella del Permiano. Venne causata dalla collisione dell'Africa con il Nord America. In quel tempo, questi continenti non esistevano dell'attuale forma: il Nord America era parte del supercontinente Euramerica mentre l'Africa era inglobata in Gondwana. Questa collisione formò il supercontinente Pangea, che inglobava la quasi totalità delle terre appartenenti agli attuali cinque continenti. La collisione provocò l'orogenesi: essa esercitò una spinta enorme su quella che è oggi la costa orientale del Nord America, formando un'ampia ed elevata catena montuosa. Evidenza di questo fenomeno è riscontrabile per diverse centinaia di km sul terreno dall'Alabama al New Jersey e ulteriormente nel sottosuolo a sud-ovest. Nel nord, la deformazione alleganiana si estende a nord-est fino a Terranova. L'erosione successiva portò a valle sedimenti della catena montuosa diffondendoli sia ad est che ad ovest.

## Collisione di continenti
L'immensa regione coinvolta nella collisione continentale, la grande durata temporale dell'orogenesi e lo spessore dei sedimenti e rocce ignee noti per essere stati coinvolti, sono la prova che al culmine del processo di formazione delle montagne, gli Appalachi è probabile che abbiano raggiunto quote simili a quelle delle Alpi e delle Montagne rocciose prima di essere erosi.
Mentre i continenti entrarono in collisione, il materiale roccioso intrappolato nel mezzo venne schiacciato e costretto verso l'alto. Con nessun posto dove andare, le rocce lungo il margine orientale del continente nordamericano furono spinte verso la terra (lo stesso è avvenuto in direzione opposta lungo il margine del continente africano, che portò alla formazione delle montagne dell'Atlante in Marocco e nell'ovest del Sahara). Vicino al confine tra le placche in collisione, sollecitazioni tettoniche contribuirono al metamorfismo della roccia (cioè la trasformazione di roccia vulcanica e sedimentaria in roccia metamorfica).
La roccia sedimentaria nella parte orientale del bacino della regione degli Appalachi venne premuta in grandi pieghe che correvano perpendicolarmente alla direzione delle forze. La più grande deformazione associata alla orogenesi alleganiana si verificò negli Appalachi meridionali (Carolina del Nord, Tennessee, Virginia e Virginia Occidentale). In quella regione si svilupparono una serie di gravi difetti, oltre alle pieghe già menzionate. Mentre i due continenti si scontrarono, grandi cinture di roccia si accatastarono, uno sopra l'altra, accorciando la crosta lungo il bordo orientale del Nord America in North Carolina e Tennessee per circa 200 miglia (320 km). La quantità relativa di deformazione diminuì man mano che si viaggiava verso nord. La cintura di rocce piegate si estende verso nord attraverso la Pennsylvania e gradualmente si affievolisce nelle vicinanze del confine con lo Stato di New York. I monti Kittatinny nel nord-ovest del New Jersey marcano l'estensione a nord-est delle alte creste degli Appalachi. L'influenza della deformazione alleganiana sulle regioni a est della Valle e Provincia del Ridge deve essere stato ancora più intensa, tuttavia, non ci sono prove di ciò. Le rocce di Mississippi, Pennsylvania, e del Permiano sono assenti lungo la costa

## Erosione susseguente

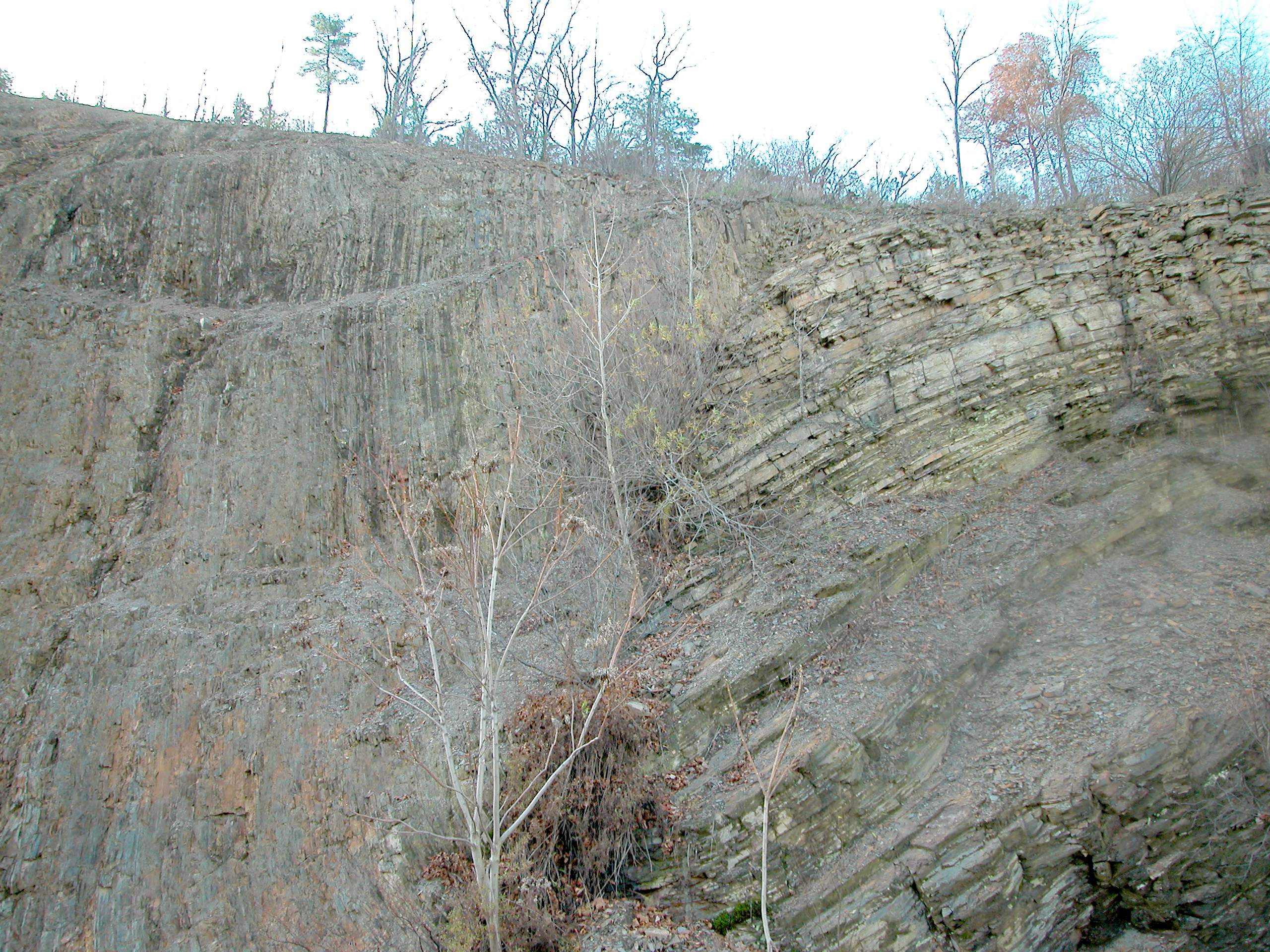
Grande faglia sulla linea di demarcazione tra l'Allegani e Appalachi (Williamsport (Pennsylvania)).

Le montagne formate dalla orogenesi alleganiana erano alte e massicce, ma oggi sono ormai erose ed è rimasto solo un piccolo residuo: le colline pesantemente erose del Piedmont. I sedimenti sono scesi verso est costituendo la pianura costiera e parte della piattaforma continentale. Così, la pianura costiera e il Piedmont sono in gran parte i sottoprodotti dell'erosione che ha avuto luogo da 150 milioni di anni fa ad oggi.
I sedimenti scesi verso ovest hanno formano plateau degli Allegani e quello del Cumberland, che in alcune zone sono popolarmente chiamati montagne, ma in realtà sono semplicemente altopiani di erosione. Carbonati e sedimenti fini della orogenesi alleganiana si sono accumulati più a ovest per formare rocce calcaree in un mare poco profondo che è stato poi sollevato e costituisce il grosso del Tennessee, Kentucky, Ohio e Indiana.
Una parte del sistema montuoso degli Allegani partì con l'Africa quando Pangea si divise e cominciò a formarsi l'Oceano Atlantico. Oggi costituisce l'Anti Atlante, catena montuosa del Marocco. L'Anti Atlante è stato geologicamente sollevato in tempi relativamente recenti ed è oggi molto più robusto degli Allegani.